# Winooski
Winooski ist eine City im Chittenden County des US-Bundesstaates Vermont in den Vereinigten Staaten mit 7997 Einwohnern (laut Volkszählung von 2020).

## Geografie

### Geografische Lage
Winooski liegt im Nahbereich der größten Stadt Vermonts, Burlington, sowie zwischen den Städten South Burlington, Colchester und dem Village Essex Junction. Insgesamt leben in diesem Ballungsraum rund 85.000 Menschen (Stand: 2010) und damit etwa 15 % der Gesamtbevölkerung Vermonts. Die Stadt liegt etwa vier Kilometer östlich des Lake Champlain am Ufer des Winooski Rivers und etwa drei Kilometer nordwestlich des Burlington International Airport. Entlang der südlichen Stadtgrenze fließt der Winooski River. Die Oberfläche ist Eben, ohne nennenswerte Erhebungen.

### Nachbargemeinden
Alle Entfernungen sind als Luftlinien zwischen den offiziellen Koordinaten der Orte aus der Volkszählung 2010 angegeben.
- Norden: Colchester, 6,5 km
- Osten: Essex, 8 km
- Osten: Essex Junction, 5,5 km
- Süden: South Burlington, 4 km
- Westen: Burlington, 3 km

### Klima
Die mittlere Durchschnittstemperatur in Winooski liegt zwischen −7,8 °C (18 °Fahrenheit) im Januar und 20,6 °C (69 °Fahrenheit) im Juli. Damit ist der Ort gegenüber dem langjährigen Mittel der USA um etwa 9 Grad kühler. Die Schneefälle zwischen Mitte Oktober und Mitte Mai liegen mit mehr als zwei Metern etwa doppelt so hoch wie die mittlere Schneehöhe in den USA. Die tägliche Sonnenscheindauer liegt am unteren Rand des Wertespektrums der USA, zwischen September und Mitte Dezember sogar deutlich darunter.

## Geschichte
Die City wurde nach einer Ortsbezeichnung der heimischen Abenaki benannt, die so viel bedeutet wie: „Wo die Wildzwiebeln wachsen“. Überreste einer nahe dem Flussufer gelegenen Lagerstätte eines durchziehenden Clans, datiert auf etwa 3000 v. Chr., gelten als älteste archäologische Fundstätte dieses Raums. Die erste historische Besiedlung des Areals erfolgte um 1770; damals wurde durch Ira Allen ein befestigtes Holzhaus an dieser Stelle gebaut, das unter dem Namen Fort Frederick sowohl als Verteidigungsanlage für erste Siedler, als Verkaufsstation und als Niederlassung der Onion River Company diente. Das Fort musste seine militärischen Werte zwar nie unter Beweis stellen, wurde von den Siedlern aber als wichtiger Grund angesehen, sich in dieser Gegend niederzulassen. Nach dem Befreiungskrieg wurde der Winooski River an dieser Stelle aufgestaut und mit Sägemühlen an beiden Ufern bebaut. Bis in die Mitte des letzten Jahrhunderts hinein wurde die Wasserkraft der hier befindlichen Wasserfälle und Stromschnellen für den Betrieb diverser Mühlen genutzt.
Die heutige City wurde am 7. März 1922 aus dem Chittenden County ausgegliedert und zur selbständigen city erklärt. Dieses Datum findet sich, zusammen mit einem Bund Zwiebeln, im Stadtwappen wieder. Damit stellt Winooski die jüngste Verwaltungseinheit Vermonts dar.
Als die Schließung von mehreren wasserkraftbetriebenen Wollkämmereien 1953 etwa 1000 Arbeitsplätze vernichtete und damit auch die umliegenden Gemeinden belastete wurde dies zum Anlass für die Gründung einer gemeinsamen Marketinggesellschaft der umliegenden Gemeinden, die kurz darauf mit IBM den Bau eines Halbleiterwerkes bei Essex Junction vereinbarte. Dieses Werk stellt heute mit 6500 Mitarbeitern den größten Arbeitgeber Vermonts dar.

### Religion
Religiöse Gemeinden der Stadt sind eine methodistische, eine baptistische und zwei römisch-katholische Kirchen.

### Einwohnerentwicklung
| Volkszählungsergebnisse – City of Winooski | Volkszählungsergebnisse – City of Winooski | Volkszählungsergebnisse – City of Winooski | Volkszählungsergebnisse – City of Winooski | Volkszählungsergebnisse – City of Winooski | Volkszählungsergebnisse – City of Winooski | Volkszählungsergebnisse – City of Winooski | Volkszählungsergebnisse – City of Winooski | Volkszählungsergebnisse – City of Winooski | Volkszählungsergebnisse – City of Winooski | Volkszählungsergebnisse – City of Winooski |
| Jahr                                       | 1900                                       | 1910                                       | 1920                                       | 1930                                       | 1940                                       | 1950                                       | 1960                                       | 1970                                       | 1980                                       | 1990                                       |
| ------------------------------------------ | ------------------------------------------ | ------------------------------------------ | ------------------------------------------ | ------------------------------------------ | ------------------------------------------ | ------------------------------------------ | ------------------------------------------ | ------------------------------------------ | ------------------------------------------ | ------------------------------------------ |
| Einwohner                                  |                                            |                                            |                                            | 5308                                       | 6036                                       | 6734                                       | 7420                                       | 7309                                       | 6318                                       | 6649                                       |
| Jahr                                       | 2000                                       | 2010                                       | 2020                                       | 2030                                       | 2040                                       | 2050                                       | 2060                                       | 2070                                       | 2080                                       | 2090                                       |
| Einwohner                                  | 6561                                       | 7267                                       | 7997                                       |                                            |                                            |                                            |                                            |                                            |                                            |                                            |

## Wirtschaft und Infrastruktur

### Verkehr
Winooski wird von der Interstate 89 in nordsüdlicher Richtung durchzogen. Am südlich des Stadtrands liegt der Burlington International Airport. Eine direkte Bahnverbindung existiert nicht, doch vom nahen Burlington aus verkehrt aber der Ethan Allen Express täglich nach New York City.

### Öffentliche Einrichtungen
In Winooski gibt es kein eigenes Krankenhaus. Das  University of Vermont Medical Center in Burlington, ist das nächstgelegene Krankenhaus für Winooski.

### Bildung
In Winooski bildet den Winooski School District. Hier gibt es die J. F. Kennedy Elementary School. Zudem die Winooski High School.
Die Winooski Memorial Library befindet sich an der Mallets Bay Avenue.